# Jagdishpur
Jagdishpur fou un estat tributari protegit del tipus zamindari, al districte de Amethi, a l'actual estat de Uttar Pradesh, Índia. La capital era Jagdispur amb 9.400 habitants el 1872 i 12.568 el 1881. El sobirà era el 1857 el rajput Kuar Singh que es va posar al costat dels rebels i fou el principal cap de l'atac a Arrah, atac que fou rebutjat pels residents britànics (amb suport d'una companyia de sikhs lleials) que s'hi havien refugiat procedents de Dinapur. L'estat fou confiscat al final del conflicte.

## Història
Al començament del segle XIV Ala al-Din Khalji va assolar Malwa i va forçar als rajputs d'Ujjain a emigrar a l'est; es van establir a diferents llocs (Bihar-Dawa, Matila, Bhojpur i Jagdishpur, totes al que després fou el districte de Shahabad) i foren coneguts com a ujjainya rajputs.
A l'inici del segle XVI una lluita successòria va esclatar entre Badal, Shivram i Mahipal, tres dels fills de Durlabh Dev, que es van disputar la successió. Shivram va sortir triomfant inicialment; la vídua de Badan es va retirar a la jungla amb els seus dos fills Gajapati Shahi i Barisal Singh. Mahipal va iniciar una línia separada. Gajapati amb l'ajut de Sher Shah Suri va aconseguir enderrocar a Shivram i va pujar al poder el 1534. Va ajudar a Sher Shah a la batalla de Surajgarh (1534) i va rebre em recompensa els jagirs de Buxar, Sasaram i Rohtas. Després es va revoltar contra els mogols i fou derrotat per Akbar el Gran havent de fugir a la jungla; va morir el 1577. El seu fill es va revoltar altre cop contra els mongol però fou derrotat pel príncep Daniyal i va morir el 1601. Rudra Pratap, besnet de Shivram, es va revoltar novament contra els mongols, ara contra Shah Jahan, que finalment el va derrotar sent fet presoner i portat a Patna on fou executat el 1638.
El 1702 dos germans es van repartir els dominis; el 1708 el fawjdar de Shahabad va matar el raja de Jagdishpur i al mateix temps va morir el seu germà de Buxar sense successió i Udwan Singh va reunir els dominis dinàstics amb seu a Jagdishpur. En conflicte amb el governador mogol fou derrotat i la seva capital destruïda, però va recuperar els seus territoris i va derrotar els mogols de Shahabad. Mort Bhup Narayan Singh el 1794 la successió va passar a un cosí que fou deposat el 1804 i llavors a un altre cosí a la mort del qual el va succeir el seu fill Kunwar Singh (1826); els ingressos eren alts (sis lakhs de rupies) però litigis familiars, vida extravagant, generositat per damunt dels mitjans, i le mala administració dels seus propis ministres, van portar a l'estat a la ruïna; el 1857 devia 20 lakhs; el 1857 es va unir a la revolta; va lluitar en la batalla de Kanpur el 7 de novembre de 1857 (on va morir el seu fill Kanwar Dal Bhanjan Singh) i a la batalla de Banda (8 d'octubre de 1857, on va morir un altre fill, Bhanwar Vir Bhanjan Singh) i el nawab d'Oudh li va donar robes d'honor i un firman que li concedia el districte d'Azamgarh; l'abril de 1858 va retornar al seu districte d'origen arribant a Jagdishpur el 22 d'abril de 1858; una ferida greu que havia patit li va costar la pèrdua de la cama dreta i va morir al cap de 4 dies de la infecció (26 d'abril de 1858). Estava casat amb la filla del raja Fateh Narain Singh de Deo, un ric zamindar del districte de Gaya; va tenir també diverses concubines entre les quals Dharman Bibi, que el va seguir durant la lluita del 1857 al 1858. L'estat fou confiscat pels britànics i fou venut a Ernest Mellon, que el va tenir uns anys i a la seva mort va passar al seu fill.

## Bandera
La bandera és rectangular quartelada groc i vermell la part superior i vermell i groc la inferior. Al centre l'escut o segell de la dinastia.

## Llista de rages ujjainya rajputs
- Raja Bhojraj (germà del darrer raja de dhar, mulkdeo), vers 1320-1333
- raja devraj [santan singh], 1333-1343 (fill)
- raja somraj 2343-1388 (fill)
- raja jagdev, 1388- ? (fill)
- raja sangramdev ?-1453 (fill)
- raja ishwari singh 1453-? (fill)
- raja omkar dev (fill) ?
- raja durlabh dev (fill) ?
- raja shivram dev ? - 1534
- raja gajapati singh 1534-1577

### Branca de Mahipal
- Raja Mahipal shahi ?-1519
- raja dalpat shahi vers 1577-1601
- raja mukutman shahi 1601-1607

### Branca de Shivram
- Raja Narayan mal 1605-1622 (de dumraon?) (besnet de shivram)
- Raja rudra pratap narayan singh 1622-1638 (germà)
- Raja amar singh i 1638-1665 (fill de narayan mal)
- Raja rudra singh 1665-1699 (fill)
- Raja mandhata singh 1699-1708 (a buxar) (fill de praban singh el germà d'amar singh)
- raja sujan singh 1702-1708 (a jagdishpur)
- raja udwant singh 1708-1765 (fill)
- raja gajraj singh 1765-1773 (fill)
- raja shivraj singh 1773-1779 (fill)
- raja bhup narayan singh 1779-1794 (fill)
- raja ishwari prasad singh 1794-1804 (cosí)
- raja sahabzada singh 1804-1826
- raja kunwar singh 1826-1858
- ocupació britànica 1858-1860
- ernest mellon 1860-?
- ernest mellon jr ?-vers 1923
- raja shriniwas prasad singh (descendents en quarta generació d'un germà d'ishwari prasad singh) vers 1923-1939 (+ 19 de novembre de 1939)
- raja dig vijay singh (fill) 1939-